# Anápolis
Anápolis je grad u Brazilu. Nalazi se u saveznoj državi Goiás. Prema procjeni iz 2007. u gradu je živjelo 325.544 stanovnika.

## Stanovništvo
Prema procjeni iz 2007. u gradu je živjelo 325.544 stanovnika.
| 1991.   | 2000.   |
| ------- | ------- |
| 239.378 | 288.085 |

## Vanjske poveznice
- Službena stranica